# Ioana Radu
Ioana Radu (n. 17 februarie 1917, București, România – d. 19 septembrie 1990, București, România) a fost o cântăreață română de muzică populară și romanțe. A fost sora cântăreței Mia Braia și a doua femeie motociclist din România.

## Biografie
Pe numele adevărat Eugenia (Jana) Braia, copilărește în Craiova, unde era stabilită familia artistei. De la lăutarii cârciumei tatălui său, Constantin Braia („La ieftenirea traiului”) – Ion al lui Țache, Gheorghe al lui Gâgă, Limbă – culege și învață primele cântece populare și lăutărești.
Studiază la Liceul „Elena Cuza” din Craiova, unde profesoara de muzică, Elena Simionescu, îi cultivă dragostea pentru cântecul lăutăresc și mai ales pentru romanță. După un periplu la Calafat și Corabia, în 1936, din cauza situației financiare precare, și-a părăsit soțul – compozitorul și profesorul de muzică Romeo Rădescu – stabilindu-se la București.

### Debut
În ianuarie 1936 sosește în București. Aici, se înscrie, cu ajutorul cântărețului Petre Alexandru (soțul Miei Braia), la un concurs de muzică populară organizat de Societatea Română de Radiodifuziune, care a durat trei luni și la care erau înscriși 800 de candidați. La acest concurs s-a prezentat cu cântecele „În pădure la Stroești” și „Dorule și-o boală grea”. Au fost admise doar Eugenia Braia și Eugenia Nedelea (Rodica Bujor). Comisia, condusă de Theodor Rogalski, era alcătuită din soprana Valentina Crețoiu, tenorul Aurel Alexandrescu (amândoi prim soliști ai Operei), Alfred Pagoni, Grigoraș Dinicu, compozitorii Alfred Alessandrescu și Ion Filionescu (pianistul lui George Enescu), cel care i-a ales pseudonimul artistic – Ioana Radu.
Cântă prima oară la Radio pe 30 aprilie 1939, într-un program de muzică ușoară cu Petre Alexandru și Mia Braia, cu numele Jana Radu și acompaniată de Ansamblul „Serenada” condus de Sandu Marian. Melodiile pe care le-a interpretat au fost „Pădure și iar pădure”, „De cine dorul se leagă” și „Dorule”. Debutul radiofonic real, cu pseudonimul ales de Ion Filionescu, s-a desfășurat în 29 octombrie 1939, în cadrul căruia a prezentat un buchet de melodii populare („Dorule și-o boală grea”, „Când o fi la moartea mea”, „Am iubit și-am să iubesc”, „Mă suii pe dealul Cernei”, „La Ciolpan, la crucea'naltă”, „Foaie verde ca cicoarea”) în acompaniamentul orchestrei Vasile Julea.

Concertul de aniversare a 40 de ani de activitate artistică ai lui Grigoraș Dinicu

### Cariera artistică
După succesul de la Radio ajunge în Ploiești unde cântă la restaurantul „Azuga” timp de 6 luni. A avut drept acompaniament orchestra fraților Melak din Lugoj. De trei ori pe săptămână revenea în București pentru a-și susține „micro-recitalurile” la Radio.
După încheierea contractului cu restaurantul „Azuga” se stabilește definitiv în Capitală, cultivând cu mare succes de public valorile muzicii populare în vestite restaurante și grădini de vară ale timpului („Potcoava”, „Princiar”, „Motanul negru”, „Cina”), acompaniată de formațiile instrumentale Vasile Julea, Dumitru Spirescu-Oltenița (cu care a fost și căsătorită), Nicușor Predescu, Victor Predescu, Nicu Stănescu etc. Concomitent, în urma sfatului primit de la Gaby Michailescu (impresarul artiștilor Maria Tănase, Petre Ștefănescu-Goangă), se dedică interpretării romanței românești.
După război, și-a continuat activitatea concertistică la Radiodifuziunea Română, la Teatrul de Estradă „Constantin Tănase” (unde cânta și Maria Tănase), la Circul de Stat și la Orchestra de muzică populară „Barbu Lăutaru” din București.
În 1947, cântă împreună cu Maria Tănase, Rodica Bujor, Ion Luican, Petre Gusti și Nicu Stoenescu, la sărbătorirea a 40 de ani de carieră a compozitorului Grigoraș Dinicu, la Ateneul Român, având drept acompaniament Orchestra „Barbu Lăutaru” dirijată de Victor Predescu.
A participat la mai multe ediții ale Festivalului național de romanțe „Crizantema de Aur”, de la Târgoviște, și a făcut parte din juriul Festivalului-concurs „Maria Tănase” de la Craiova încă de la prima ediție (1969).
Cântă în filmul „O zi în București” (an 1987, regia și scenariul Ion Popescu-Gopo) piesele Aș vrea iar anii tinereții (Henry Mălineanu – Harry Negrin) și În chioșc fanfara cânta (Florentin Delmar și Aurel Giroveanu – Aurel Felea). În film mai apar cântând Gică Petrescu, Anda Călugăreanu, Angela Similea. În același an, 1987, regizorul de film documentar Pompiliu Gîlmeanu realizează filmul „Omagiu romanței — Ioana Radu”, ce are drept personaj principal artista.

### Accidentul de mașină
Într-un turneu, în anul 1961, pe șoseaua Orșova-Caransebeș, autobuzul care transporta artiștii a fost implicat într-un accident de circulație, Ioana Radu a fost grav rănită la picioare, rămânând cu sechele pe viață.
Spectacolele de adio, de retragere din viața muzicală, le-a dat în 1967 în Timișoara, Arad și Cluj-Napoca, pe stadioane, datorită mulțimii oamenilor care doreau să fie alături de marea artistă.

### Alte informații
Ioana Radu a susținut, într-un interviu acordat ziaristei Carmen Dumitrescu, că a fost "a doua femeie motociclistă din România". Declarația a fost făcută ca răspuns la o întrebare a ziaristei legată de lucrurile mai puțin știute despre artistă. Interviul a apărut în paginile revistei Flacăra din 13 martie 1987.

### Spectacol aniversar
Pe 8 februarie 1987, la Sala Radio, a avut loc spectacolul aniversar Omagiu romanței, cu ocazia împlinirii a 70 de ani de viață ai artistei. Printre invitații care au cântat pe scenă s-au numărat Cleopatra Melidoneanu, Elvira Cârje, Dorin Teodorescu, Petre Gusti, Alla Baianova, Nicolae Nițescu, Angela Similea, Corina Chiriac, Marius Țeicu, Ștefania Rareș, Daniela Condurache ș.a.

### Decesul
Se stinge din viață pe 19 septembrie 1990, într-o cumplită singurătate. Este înmormântată în cimitirul Bellu din București.

## Distincții
- titlul de Artist Emerit al Republicii Populare Romîne (1 octombrie 1957) „pentru merite deosebite în activitatea artistică”[25][26]
- titlul de Artist al Poporului din Republica Populară Romînă (13 ianuarie 1964) „pentru merite deosebite în activitatea desfășurată in domeniul teatrului, muzicii și artelor plastice”[27]
- Ordinul „Meritul Cultural” clasa a II-a (12 septembrie 1968) „pentru merite deosebite în activitatea muzicală”[28]
- Ordinul „Meritul Cultural” clasa I (20 august 1984) „pentru contribuția deosebită adusă la înfăptuirea politicii Partidului Comunist Român de făurire a societății socialiste multilateral dezvoltate în patria noastră, cu prilejul celei de-a 40-a aniversări a revoluției de eliberare socială și națională, antifascistă și antiimperialistă”[29]

## Aprecieri
„Parcă vocea dumitale e tot de pe-aici, de prin Vălenii-de-munte, că e curată precum apa de izvor.”—Nicolae Iorga
„Glasul dumitale face minuni, pe care le doresc și viorii mele...”—George Enescu
„Romanța răsună și «La umbra nucului bătrân», și «În fânul de curând cosit».
O cântă românul «Pe lângă boi», se cântă și «La oglindă».
Și pentru ca Romanța să capete un «un singur nume», cum spune poetul, noi i-am spus: Ioana Radu.”—Elvira Cârje, prim solistă a Operei Române

## Festival
Între 7 și 9 octombrie 1998, la Craiova, s-a desfășurat prima ediție a Festivalului național de romanțe „Ioana Radu”. Festivalul are loc odată la doi ani.